# Islay
Islay (engelskt uttal 'ajla'; på skotsk gaeliska Ìle) är en ö i inre Hebriderna tillhörande Skottland. Huvudstad är Bowmore. Islay är känd för Islaywhisky som blivit en stor turistattraktion.
Ön är 619 km² stor och har ca 3 500 invånare.
Det vanligaste sättet att ta sig till Islay är med färja tillhörande CalMac (Caledonian MacBrayne) från Kennacraig på Kintyrehalvön. Dessa har ett par avgångar varje dag och lägger till vid antingen Port Askaig på Islays östkust eller Port Ellen vid öns sydöstra kust. Resan tar cirka två timmar.
Man kan även flyga reguljärt från Glasgow, Oban och Colonsay. Islays flygplats är belägen ungefär mitt emellan Bowmore och Port Ellen. 

## Destillerier
Islay malt whisky produceras av tio destillerier på ön. På södra kusten ligger från öster till väster Ardbeg, Lagavulin, Laphroaig och Port Ellen. På östra kusten ligger Caol Ila och Ardnahoe. På centrala och västra delen av ön finns slutligen Bowmore, Bunnahabhain, Bruichladdich och  Kilchoman. Tidigare fanns, som överallt i Skottland, en mängd små destillerier.
De tre destillerierna på södra sidan av ön samt Bowmore, Caol Ila och Kilchoman tillverkar den smakrikaste whiskyn med stark ton av rök som gjort Islaywhisky berömd. (Ardbeg och Lagavulin är sannolikt de rökigaste av alla sorter). Bruichladdich och Bunnahabhain är lättare till smaken.
Blended whisky framställs också på ön av Bruichladdich och deras Master Distiller James McEwan. Bruichladdich är de enda som buteljerar på ön.

## Bildgalleri

Topografisk karta
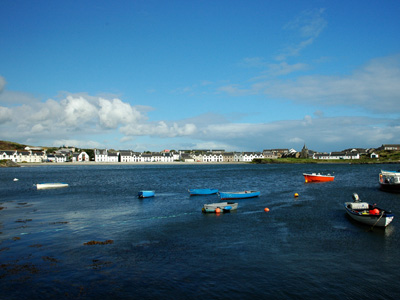
Port Ellen
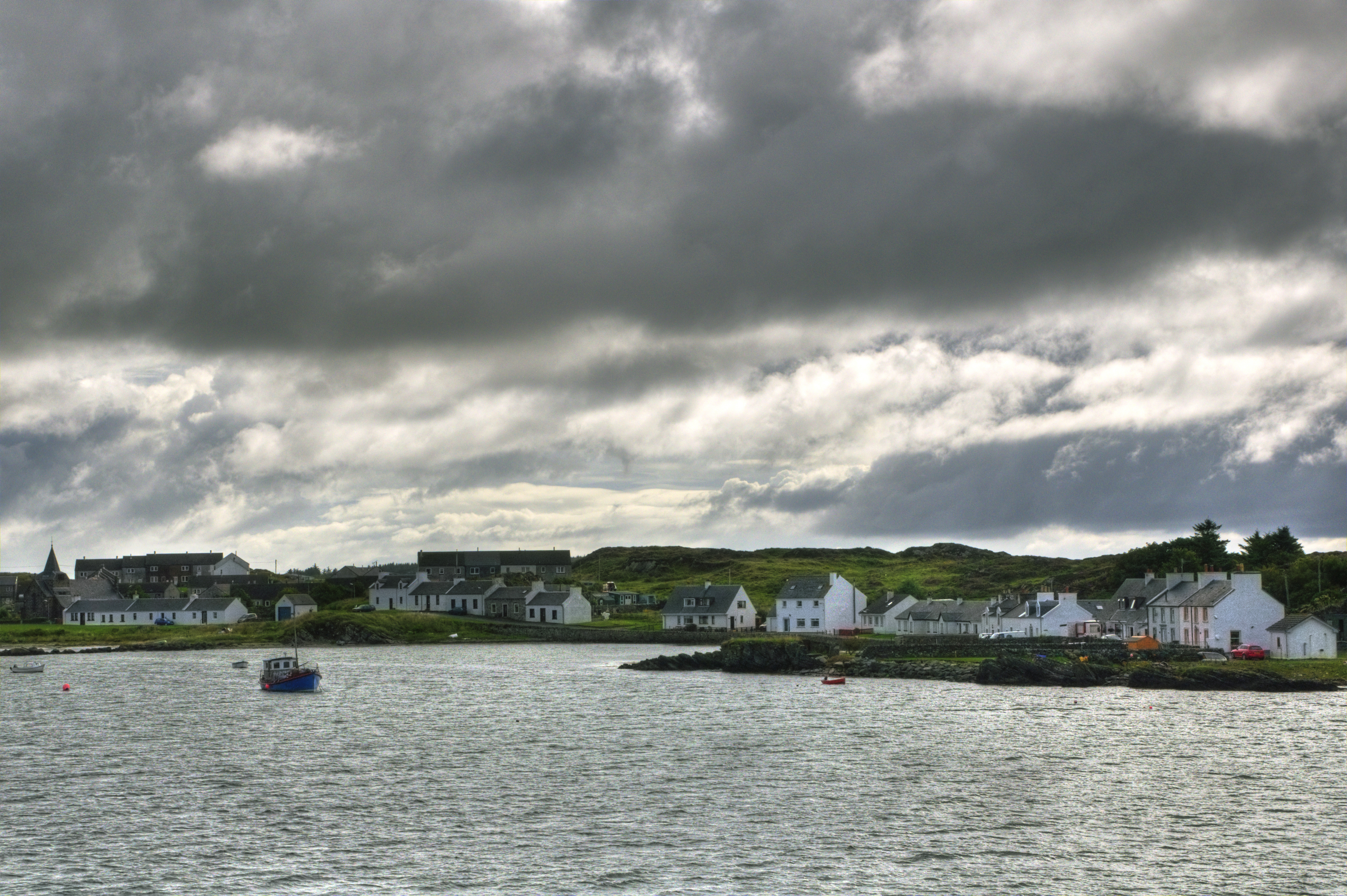
Port Ellen
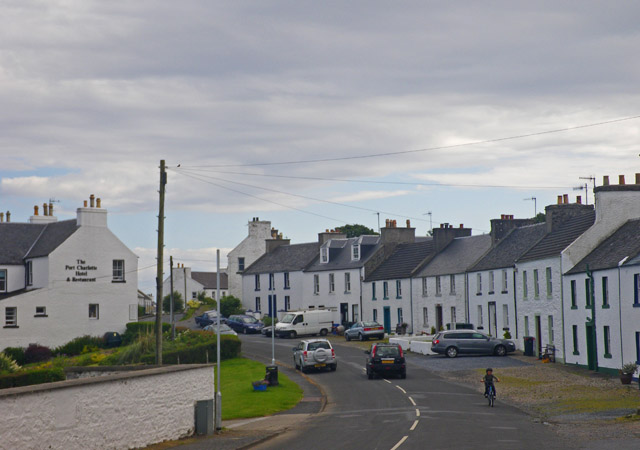
Port Charlotte

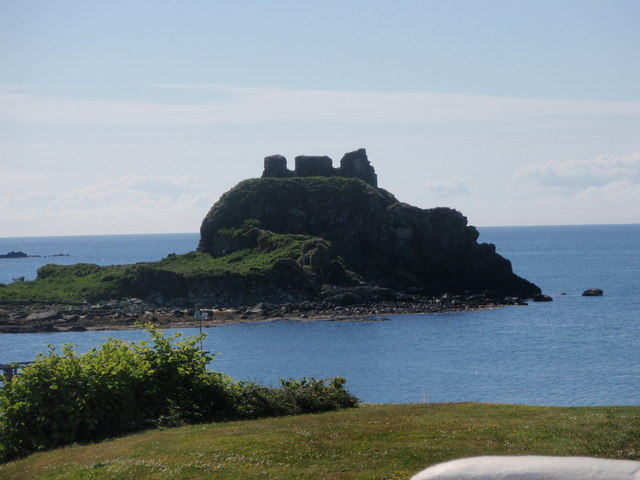
Dunnyvaigs slottsruiner - ett starkt fäste för MacDonalds på 1500-talet.
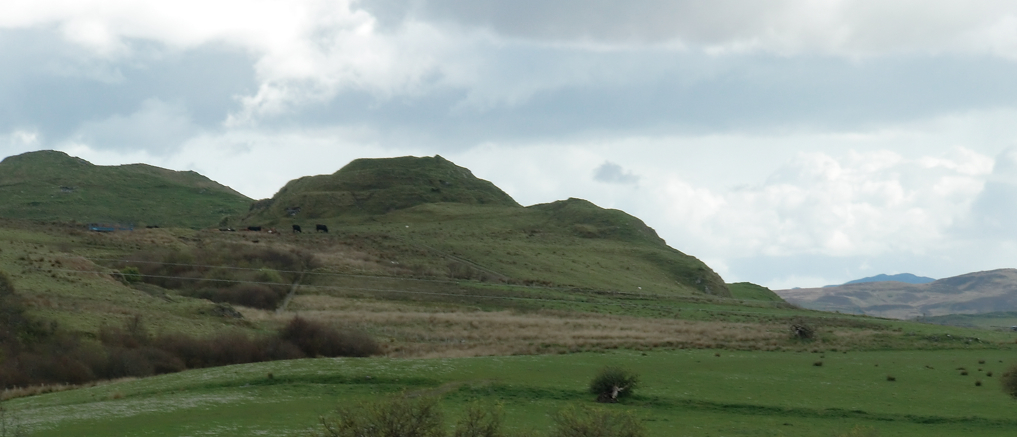
Dun Nosebridge
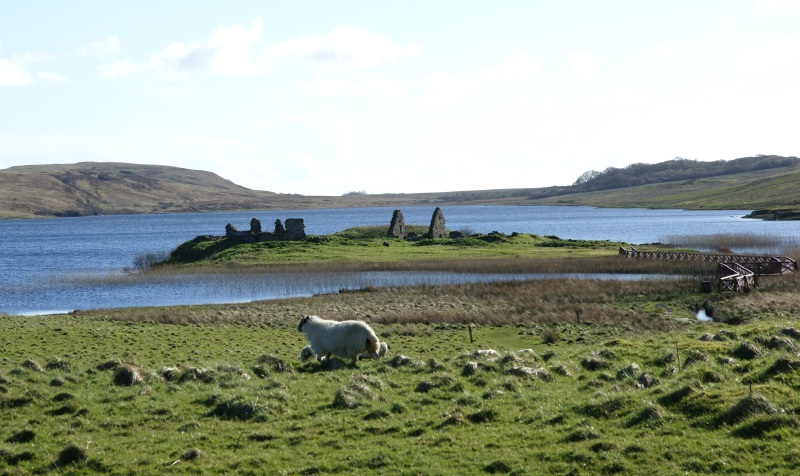
Finlaggans slottsruiner, traditionellt huvudsätet för The Lordship of the Isles.